# Es'kia Mphahlele
Ezekiel (cunoscut ca Es'kia) Mphahlele (n. 17 decembrie 1919, Pretoria, Africa de Sud – d. 27 octombrie 2008, Lebowakgomo, Limpopo, Africa de Sud) a fost un scriitor, critic literar, profesor și activist sud-african de limbă engleză.
Este considerat unul dintre fondatorii umanismului african și al literaturii moderne din acest continent.
Scrierile sale ilustrează evoluția politică și culturală a noii Africi, în lupta pentru combaterea discriminării rasiale.
O mare parte a vieții a trăit-o în exil, în țări ca: Nigeria, Franța, Kenia, Statele Unite, ca în final să se întoarcă în țara natală.

## Scrieri
- 1947: Man Must Live and Other Stories ("Omul trebuie să trăiască și alte povestiri");
- 1957: The Non-European Character in South African English Fiction (studii de critică literară);
- 1959: Down Second Avenue (roman autobiografic);
- 1961: The Living and the Dead ("Viii și morții");
- 1962: The African Image ("Imaginea africană");
- 1967: In Corner B & Other Stories ("În ținutul B. și alte povestiri");
- 1971: The Wanderers ("Peregrinii").

A fost și coeditor al publicațiilor Black Orpheus și Africa Today, precum și colaborator la Présence Africaine, Afrique, Foreign Affairs și The New African.